# Chimie mathématique
La chimie mathématique est le domaine de la chimie théorique consacré aux applications des mathématiques à la chimie. Elle concerne principalement la modélisation mathématique de phénomènes chimiques.

## Histoire
La première tentative de mathématiser la chimie a été faite par Mikhaïl Lomonossov (1711-1765). Son manuscrit Elementa Chimiae Mathematicae (éléments de chimie mathématique, en latin) a été retrouvé après sa mort parmi ses papiers. Apparemment, Lomonosov, inspiré par les travaux de Principia I. d'Isaac Newton, avait l'intention d'écrire un traité chimique similaire dans lequel il souhaitait présenter de manière axiomatique toutes les connaissances chimiques existant à cette époque.
Arthur Cayley (1821-1895) est le premier mathématicien à s'intéresser aux aspects combinatoires de la chimie. Il a publié un article dans Berichte der deutschen Chemischen Gesellschaft, qui était alors le principal journal de chimie, sur le dénombrement d'isomères d'alcanes en 1875. Ce travail est le premier travail sur l'application de la théorie des graphes en chimie.
Georg Helm a publié un traité intitulé The Principles of Mathematical Chemistry: The Energetics of Chemical Phenomena  (Les principes de la chimie mathématique : l'énergétique des phénomènes chimiques) en 1894.
Dans la chimie moderne, le terme "chimie mathématique" a été réintroduit dans les années 1970. Les premiers périodiques spécialisés dans ce domaine sont la revue MATCH Communications in Mathematical and in Computer Chemistry, publiée pour la première fois en 1975, et le Journal of Mathematical Chemistry, publié pour la première fois en 1987. Ce sont quelques-uns des périodiques les plus contemporains spécialisés dans le domaine.
En 1986, Ante Graovac a lancé une série de conférences annuelles, Math/Chem/Comp, à Dubrovnik (Croatie).
En 2005, l’International Academy of Mathematical Chemistry (Académie internationale de chimie mathématique, (IAMC)) a été fondée à Dubrovnik par Milan Randić. L'Académie comptait 82 membres en 2009 du monde entier, dont six scientifiques récompensés par un prix Nobel.

## Mathématiques appliquées à la chimie
Le tableau suivant présente les principaux domaines des mathématiques utilisées en chimie mathématiques. 
| Domaine mathématique                                                | Applications en chimie mathématique |
| ------------------------------------------------------------------- | --- |
| Théorie des graphes                                                 | Théorie des graphes chimiques : étude mathématique de graphes moléculaires et de l'isomérie et développement de descripteurs moléculaires ou d'indices topologiques pouvant trouver une application dans les relations quantitatives structure-propriété |
| Topologie                                                           | Topologie moléculaire : stéréochimie et étude des propriétés de surfaces |
| Théorie des nœuds                                                   | |
| Combinatoire                                                        | |
| Théorie des groupes                                                 | Chimie quantique et stéréochimie |
| Géométrie fractale                                                  | |
| Équation différentielle                                             | Cinétique chimique |
| Système dynamique                                                   | |
| Théorie des catastrophes et des bifurcations                        | Changements structurels dans les molécules |
| Algèbre d'opérateurs                                                | Chimie quantique |
| Logique mathématique                                                | |
| Théorie de l'information et méthodes de l'intelligence artificielle | Chémoinformatique |
| Équation intégro-différentielle                                     | Description des processus intervenant sur des surfaces non homogènes (catalyse hétérogène et adsorption) |